# Callipallene dubiosa
Callipallene dubiosa is een zeespin uit de familie Callipallenidae. De soort behoort tot het geslacht Callipallene. Callipallene dubiosa werd in 1949 voor het eerst wetenschappelijk beschreven door Hedgpeth. 